# العلاقات اليونانية الليبية
العلاقات اليونانية الليبية هي العلاقات الثنائية التي تجمع بين اليونان وليبيا.

## مقارنة بين البلدين
هذه مقارنة عامة ومرجعية للدولتين:
| وجه المقارنة                                              | اليونان                                                                             | ليبيا                                       |
| --------------------------------------------------------- | ----------------------------------------------------------------------------------- | ------------------------------------------- |
| المساحة (كم2)                                             | 131.96 ألف                                                                          | 1.76 مليون                                  |
| عدد السكان (نسمة)                                         | 10.76 مليون                                                                         | 6.37 مليون                                  |
| الكثافة السكانية (ن./كم²)                                 | 81.54                                                                               | 3.62                                        |
| العاصمة                                                   | أثينا، نافبليو                                                                      | طرابلس                                      |
| اللغة الرسمية                                             | لغة يونانية، اليونانية الديموطيقية ‏                                                 | اللغة العربية، اللغة العربية الفصحى الحديثة |
| العملة                                                    | يورو، دراخما، فينيكس يوناني ‏                                                        | دينار ليبي                                  |
| الناتج المحلي الإجمالي (بليون دولار)                      | 200.29 مليار                                                                        | 50.98 مليار                                 |
| الناتج المحلي الإجمالي (تعادل القوة الشرائية) بليون دولار | 285.45 مليار                                                                        | 69.32 مليار                                 |
| الناتج المحلي الإجمالي الاسمي للفرد دولار أمريكي          | 18.00 ألف                                                                           |                                             |
| الناتج المحلي الإجمالي للفرد دولار أمريكي                 | 26.85 ألف                                                                           | 15.60 ألف                                   |
| مؤشر التنمية البشرية                                      | 0.865                                                                               | 0.724                                       |
| رمز المكالمات الدولي                                      | +30                                                                                 | +218                                        |
| رمز الإنترنت                                              | .gr                                                                                 | .ly                                         |
| المنطقة الزمنية                                           | توقيت شرق أوروبا، ت ع م+02:00، ت ع م+03:00، توقيت شرق أوروبا الصيفي ‏، أوروبا/أثينا ‏ | ت ع م+02:00، توقيت شرق أوروبا               |

## منظمات دولية مشتركة
يشترك البلدان في عضوية مجموعة من المنظمات الدولية، منها:
| علم المنظمة | اسم المنظمة                        | تاريخ انضمام اليونان | تاريخ انضمام ليبيا |
| ----------- | ---------------------------------- | -------------------- | ------------------ |
|             | مؤسسة التنمية الدولية              | 9 يناير 1962         | 1 أغسطس 1961       |
|             | يونسكو                             | 4 نوفمبر 1946        | 27 يونيو 1953      |
|             | وكالة ضمان الاستثمار متعدد الأطراف | 30 أغسطس 1993        | 5 أبريل 1993       |
|             | الأمم المتحدة                      | 25 أكتوبر 1945       | 14 ديسمبر 1955     |
|             | الاتحاد البريدي العالمي            | ?                    | ?                  |
|             | البنك الدولي للإنشاء والتعمير      | 27 ديسمبر 1945       | 17 سبتمبر 1958     |
|             | الاتحاد الدولي للاتصالات           | 1866                 | 3 فبراير 1953      |
|             | منظمة حظر الأسلحة الكيميائية       | ?                    | ?                  |
|             | مؤسسة التمويل الدولية              | 26 سبتمبر 1957       | 18 سبتمبر 1958     |
|             | منظمة الشرطة الجنائية الدولية      | ?                    | ?                  |

## وصلات خارجية
- موقع وزارة الخارجية اليونانية
- موقع وزارة الخارجية الليبية